# Flammulina populicola
Flammulina populicola is een paddenstoel behorend tot de familie Physalacriaceae. Hij is bekend van populier (Populus).

## Kenmerken

### Uiterlijke kenmerken
Hoed
De hoed heeft een diameter van 2-7 cm. De vorm is aanvankelijk bolvormig, later breder convex tot bijna plat.
Lamellen
De lamellen staan dicht op elkaar. De kleur is wit tot lichtgeel en verkleuren bruin met de leeftijd. Ze zijn aangehecht aan de steel.
Steel
De steel heeft een lengte van 2-8 cm en een dikte van 0,5 tot 1 cm. De dikte is gelijk of iets breder aan de basis.
Geur en smaak
Hij vlees is wittig en verwandert niet van kleur na snijden. Het heeft geen kenmerkende geur of smaak. 
Sporenprint
De sporenprint is wit.

### Microscopische kenmerken
De sporen zijn glad, elliptisch, niet amyloïde met afmeting 6-7,5 x 3,5-4,5 µm. Pleurocystiden ontbreken. De cheilocystiden zijn zeldzaam, knotsvormig of opgezwollen, dunwandig; 40–50 × 10–15 µm. De pileipellis (hoedhuid) is van het type ixotrichoderm. De eindcellen zijn 3-6 µm breed. De pileocystiden zijn glad, lageniform (opgezwollen) of fusiform (spoelvormig), oranje bruin in KOH en meten 40–75 x 10–15 µm.

## Verspreiding
Flammulina populicola komt voornamelijk voor in Noord-Europa en Noord-Amerika. In Nederland is de soort slechts bekend van een atlasblok. Deze soort werd in de Noordelijke IJsselvallei op populier gevonden.

## Eetbaarheid
Culinair wordt het op dezelfde manier gebruikt als F. velutipes. Het moet gekookt worden en wordt vaak in soepen gebruikt.